# Kroppsuppfattning
Kroppsuppfattning eller kroppsbild är en central del av individens självuppfattning, såsom individens egen uppfattning om sin egen kropp, dess utseende, storlek och motoriska förmåga, och som ett objekt skilt från andra objekt. Kroppsuppfattning som term uppkom inom den freudianska psykoanalysen för att kunna skilja personens och omgivningens uppfattning om personens fysiska attraktivitet. Den formas av individens erfarenheter, sociokulturella påverkan, självmedvetande och psykiska hälsa. 
Kroppsuppfattningen kan leda till ätstörningar och dysmorfofobi. Detta beror på att kroppsuppfattningen kan vara störd. Missbedömd kroppsuppfattning kan bero på bristande kognitiv förmåga att uppfatta sin egen kroppsstorlek (anse sig vara smalare eller fetare), vilket kan bidra till känslor inför sin egen spegelbild vilka i synnerhet handlar om kroppens storlek. Störd kroppsuppfattning kan yttra sig i missbelåtenhet över utseendet och en vilja att förändra sitt utseende, vilket kan föregripa exempelvis anorexia nervosa när personens ideal inte överensstämmer med spegelbilden. Det senare brukar inte uppkomma förrän under ungdomen.